# Coppa Interamericana 1996
La Coppa Interamericana 1996 è stata la sedicesima edizione del trofeo riservato alle squadre vincitrici della CONCACAF Champions' Cup e della Coppa Libertadores.

## Tabellino

### Andata
| Arbitro: | Archundia |

| |            | |
| · Barrantes P Contreras D Peinado D Henry Wood D · A. Gómez D Dos Santos C 84’ M. Sánchez C Rodríguez C Hidalgo C 65’ N. Gómez A 71’ Quirós A A disposizione: · Rojas P · Mena D 65’ Bennett C 71’ Da Costa A 84’ Ferreira A | Formazioni | · P Chilavert D Zandoná D Trotta 85’ D Pellegrino D Cardozo C Herrera C M. Gómez 29’ C Morigi C Camps 89’ A Pandolfi 87’ A Flores 75’ A disposizione: · P Guzmán C Posse 75’ C Husaín 87’ C Compagnucci 89’ A Cordone |
| Villalobos | Allenatori | Bianchi |

### Ritorno
| Arbitro: | Dluzniewski |

| |            | |
| Flores 2’, 75’ | Marcatori  | |
| · Chilavert P Méndez D Zandoná D Compagnucci D Cardozo D Herrera C M. Gómez C Camps C 75’ Posse A 79’ Pandolfi A 77’ Flores A A disposizione: · Guzmán P Galeano D 75’ Morigi C 77’ Husaín C 79’ 82’ Cordone A | Formazioni | · P Barrantes D Peinado D Henry Wood 82’ D Hidalgo C Contreras C A. Gómez C Dos Santos C Madrigal C Bennett A Da Costa 63’ A M. Sánchez 75’ A disposizione: · P Chacón D Mena C Rodríguez A N. Gómez 63’ A Quirós 75’ |
| Bianchi | Allenatori | Villalobos |